# Улица Жилина (Воронеж)
Улица Жилина — улица в исторической части Воронежа, проходит как продолжение улицы Добровольческого Коммунистического Полка до Малой Терновой улицы. Протяжённость улицы около 280 м.

## История

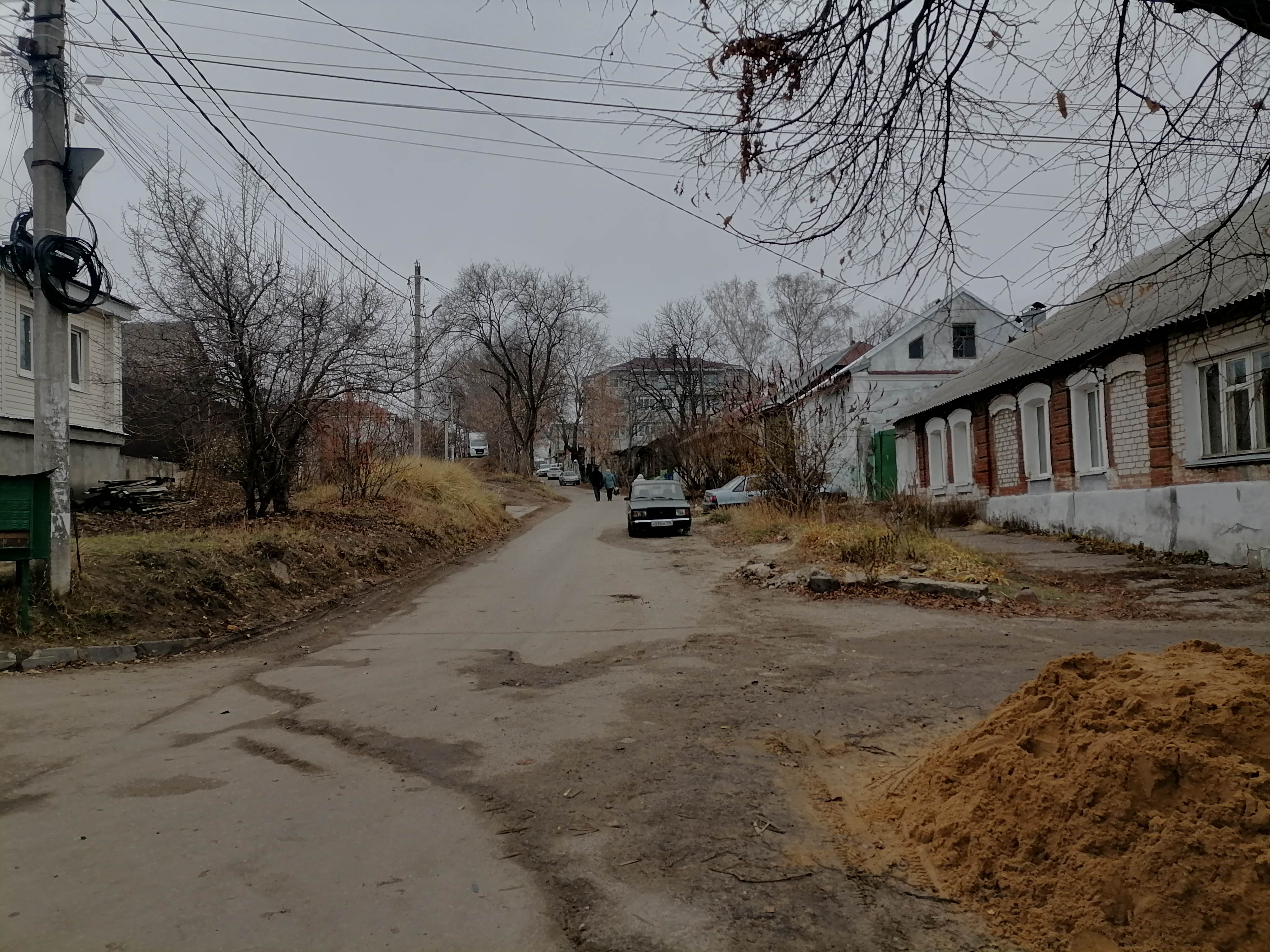
Вид улицы от улицы Сакко и Ванцетти в сторону железной дороги

Сложилась в первой половине XIX столетия. Историческое название — Большая Терновая (употреблялись также наименования Терновая, Терновская, Большая Терновская) — улица получила от наименования Терновой поляны. Поляна была занята Терновым кладбищем (было основано около 1773 года — ранее принятия Генерального плана городского строительства (1774)) с Терновой церковью при нём. Проект церкви приписывается воронежскому архитектору С. И. Соколову (1838, не сохранилась), у стен которой он и был погребён после смерти.
В 1867 году дальняя от поляны часть улицы была отсечена прошедшей линией железной дороги ЮВЖД.
Современное название дано улице в 1967 году, к 50-летию установления Советской власти, в память русского революционера Ивана Яковлевича Жилина (1870—1922).
Уроженец Воронежа, он был одним из лидеров воронежских большевиков во время революционных событий 1905 года. Скончался от туберкулёза в Москве, где и похоронен у Кремлёвской стены на Красной площади.
Застройка улицы — рядовые здания XIX — начала XX века. В предвоенные годы у выхода улицы к кладбищу построили здание средней школы (ныне — средняя школа № 16), в 1942 году здание школы занял госпиталь, на кладбище хоронили умерших в нём советских воинов. А в 1943 году в отдельном рву на кладбище перезахоронили перенесённых из Кольцовского сквера, где фашисты устроили свое кладбище, погибших оккупантов